# Ponte Branca
Ponte Branca est une municipalité brésilienne située dans l'État du Mato Grosso.